# 皮薩里夫卡 (新普斯科夫區)
49°29′56″N 39°4′36″E / 49.49889°N 39.07667°E
皮薩里夫卡（烏克蘭語：Писарівка）是位於烏克蘭東部的村莊，由盧甘斯克州舊比利斯克區的新普斯科夫市鎮負責管轄。該村始建於1930年，面積6.3平方公里，海拔高度64米，2001年人口740，人口密度每平方公里117.5人。